# Toshiba
Toshiba Corporation (株式会社東芝, Kabushiki-gaisha Tōshiba) je velika japonska korporacija s sedežem v prestolnici Tokio. Podjetje je aktivno na številnih področjih; elektronske in računalniške naprave, električni sistemi, medicinske naprave, informacijska tehnologija, sistemi za osvetljavo, hišni pripomočki, dvigala in drugo. 
Toshiba je bila leta 2010 5. največji prodajalec računalnikov po Hewlett-Packardu, Dell-u, Acer-ja in Lenovo. in četrti največji proizvajalec polprevodnikov (po prihodkih) za Intel Corporation, Samsung Electronics in Texas Instruments.
Toshiba je bila ustanovljena leta 1939 z združitvijo podjetij Shibaura Seisakusho (Shibaura Engineering Works) in Tokyo Denki (Tokyo Electric). 
Do leta 2023 se podjetje namerava razdeliti med tri podjetja – za infrastrukturo, za naprave in za polprevodniške pomnilnike.